# 徐奉
徐奉（—184年），東漢宦官，官至中常侍，作為黃巾之亂內應事洩而被殺。

## 生平
徐奉早年經歷無所考，僅知在光和六年時，徐奉和封諝承諾作為馬元義起事在京師的內應，雙方約定隔年三月五日發動，以摧毀東漢另立新政府。
然而中平元年，張角門徒唐周上書告密，於是馬元義立即被逮捕，在洛陽被車裂而死，黃巾之亂也只能提前發動。稍後徐奉和封諝作為內應事洩，兩人因此被處斬。

### 腳註
1. ↑  參考《後漢書》〈皇甫嵩列傳〉：「元義數往來京師，以中常侍封諝、徐奉等為內應，約以三月五日內外俱起。未及作亂，而張角弟子濟南唐周上書告之，於是車裂元義於洛陽。靈帝以周章下三公、司隸，使鉤盾令周斌將三府掾屬，案驗宮省直衛及百姓有事角道者，誅殺千餘人，推考冀州，逐捕角等。」
2. ↑  參考《後漢書》〈宦者列傳〉：「而讓等實多與張角交通。後中常侍封諝、徐奉事獨發覺坐誅，帝因怒詰讓等曰：「汝曹常言黨人欲為不軌，皆令禁錮，或有伏誅。今黨人更為國用，汝曹反與張角通，為可斬未？」皆叩頭云：「故中常侍王甫、侯覽所為。」帝乃止。